# Champion’s Cup
Champion’s Cup – trofeum przyznawane za zwycięstwo w play-off National Lacrosse League. Przyznawane jest ono od 1998 roku.

## Zwycięzcy
| Rok  | Zwycięzca             | Finalista             | Wynik |
| ---- | --------------------- | --------------------- | ----- |
| 1998 | Philadelphia Wings    | Baltimore Thunder     | 2-0   |
| 1999 | Toronto Rock          | Rochester Knighthawks | 13-10 |
| 2000 | Toronto Rock          | Rochester Knighthawks | 14-13 |
| 2001 | Philadelphia Wings    | Toronto Rock          | 9-8   |
| 2002 | Toronto Rock          | Albany Attack         | 13-12 |
| 2003 | Toronto Rock          | Rochester Knighthawks | 8-6   |
| 2004 | Calgary Roughnecks    | Buffalo Bandits       | 14-11 |
| 2005 | Toronto Rock          | Arizona Sting         | 19-13 |
| 2006 | Colorado Mammoth      | Buffalo Bandits       | 16-9  |
| 2007 | Rochester Knighthawks | Arizona Sting         | 13-11 |
| 2008 | Buffalo Bandits       | Portland LumberJax    | 14-13 |
| 2009 | Calgary Roughnecks    | New York Titans       | 12-10 |
| 2010 | Washington Stealth    | Toronto Rock          | 15-11 |
| 2011 | Toronto Rock          | Washington Stealth    | 8-7   |
| 2012 | Rochester Knighthawks | Edmonton Rush         | 9-6   |